# 비치그로브 (웨스트버지니아주)
비치 그로브(Beech Grove)는 미국 웨스트버지니아주에 소재한 농촌 촌락형 군현 도시이다.